# Mapledurham
Mapledurham är en ort och civil parish i Storbritannien.   Den ligger i grevskapet Oxfordshire och riksdelen England, i den södra delen av landet, 60 km väster om huvudstaden London. Mapledurham ligger 43 meter över havet och antalet invånare är 280.
Terrängen runt Mapledurham är huvudsakligen platt. Mapledurham ligger nere i en dal. Runt Mapledurham är det mycket tätbefolkat, med 1 819 invånare per kvadratkilometer. Närmaste större samhälle är Reading, 5,6 km sydost om Mapledurham. Runt Mapledurham är det i huvudsak tätbebyggt.